# Joachim Ernest Anhalcki

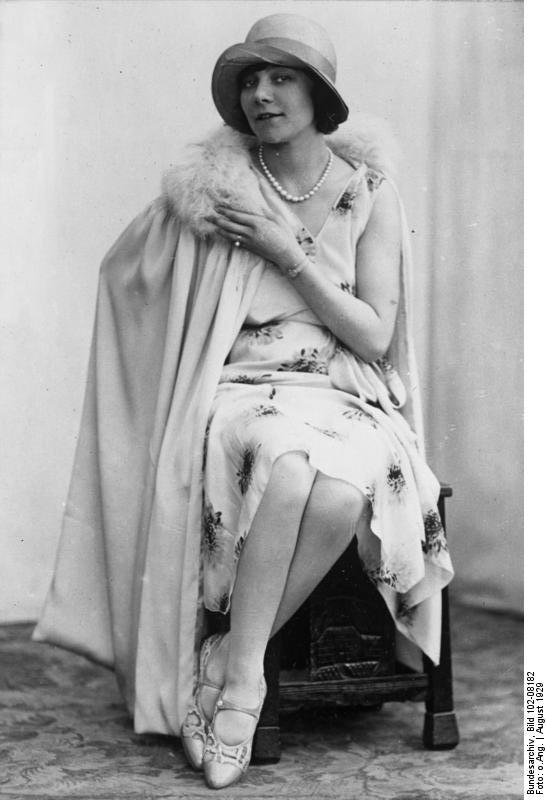
Elżbieta księżna von Anhalt, 1929

Joachim Ernest Anhalcki (niem. Joachim Ernst Wilhelm Karl Albrecht Leopold Friedrich Moritz Erdmann Herzog von Anhalt, ur. 11 stycznia 1901 w Dessau; zm. 18 lutego 1947 w sowieckim obozie specjalnym nr 2 w Buchenwaldzie) – nominalnie ostatni książę Anhaltu z dynastii askańskiej.

## Życiorys
Joachim Ernst był prawowitym spadkobiercą ojca, księcia Edwarda. Książę Edward zmarł 13 września 1918 roku po zaledwie kilku miesiącach panowania. Joachim w chwili śmierci ojca był jeszcze nieletni. Opiekę nad nim sprawował jego stryj Aribert. W wyniku wydarzeń z 12 listopada 1918 roku książę Aribert w imieniu Joachima podpisał akt abdykacji. Wielowiekowe panowanie askańskiej rodziny książęcej dobiegło końca.
Po abdykacji książę Joachim Ernst znalazł schronienie na zamku Ballenstedt. Tu urodziły się wszystkie jego dzieci.
Joachim Ernst został aresztowany w styczniu 1944 roku i został osadzony w obozie koncentracyjnym w Dachau. Po zakończeniu wojny niedługo cieszył się wolnością. Został ponownie aresztowany, tym razem przez radzieckie wojska okupacyjne. Trafił do byłego obozu koncentracyjnego w Buchenwaldzie, który w latach 1945–1950, w okresie administracji sowieckiej funkcjonował jako miejsce internowania dla nazistowskich przestępców wojennych, a pod koniec również i przeciwników władzy komunistycznej. Ciężko chorował. Zmarł z wycieńczenia 18 lutego 1947, w wieku 46 lat.

## Małżeństwo i rodzina
Joachim Ernst był dwukrotnie żonaty:
- Dnia 3 marca 1927 poślubił Elżbietę Strickrodt (ur. 3 września 1903; zm. 5 stycznia 1971). W 1929 małżeństwo zakończyło się rozwodem.
- 15 października 1929 ożenił się z Edithą von Stephani (ur. 20 sierpnia 1905; zm. 22 lutego 1986). Para miała pięcioro dzieci:
  - Maria Antonina (ur. 14 lipca 1930; zm. 22 marca 1993),
  - Anna Luiza (ur. 26 marca 1933; zm. 1 listopada 2003),
  - Leopold Fryderyk (ur. 11 kwietnia 1938; zm. 9 października 1963),
  - Edda (ur. 30 stycznia 1940),
  - Edward (ur. 3 grudnia 1941).